# José Luis Soberanes

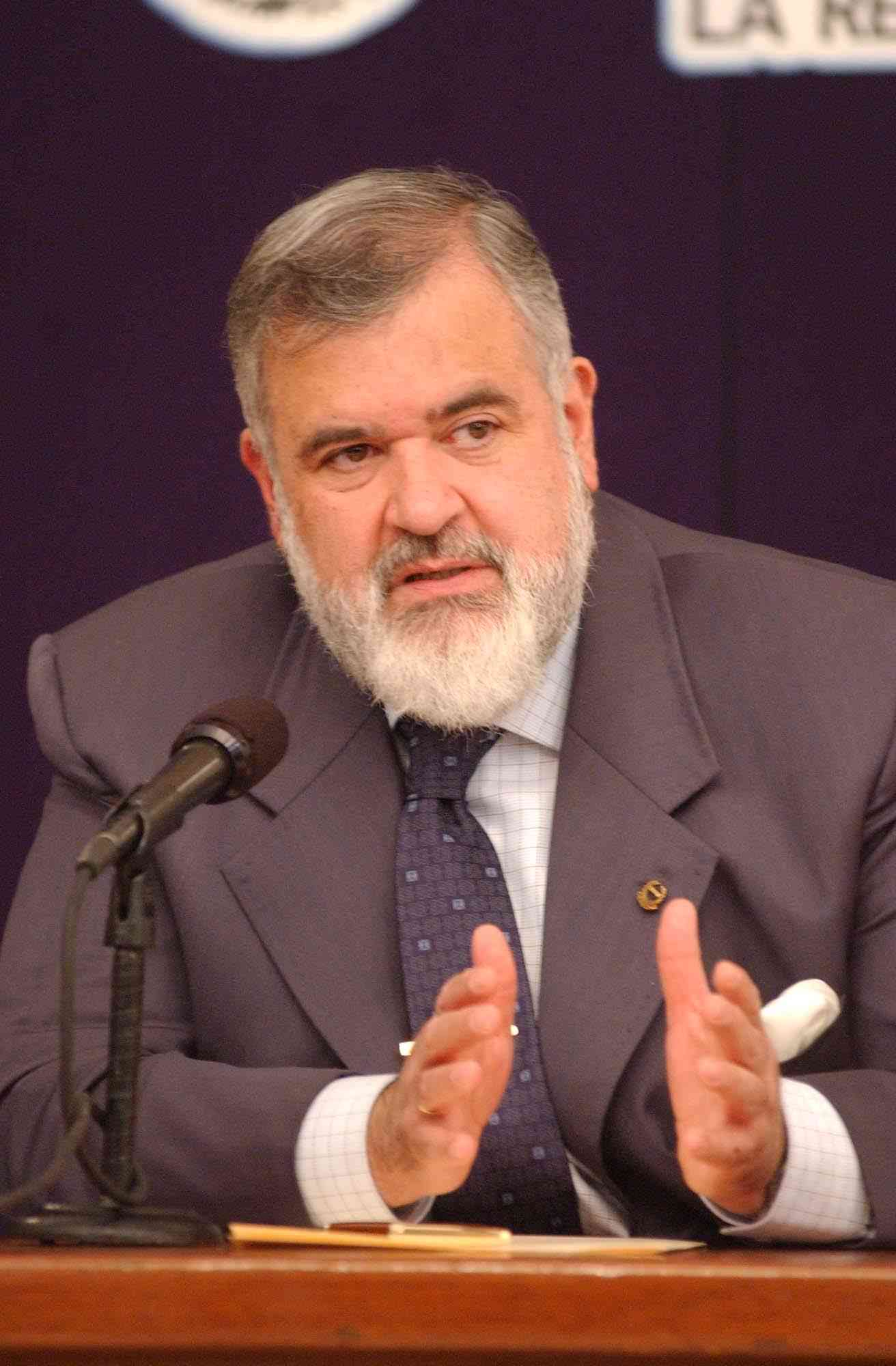
José Luis Soberanes

José Luis Soberanes Fernández (Querétaro, 10 januari 1950) is een Mexicaans jurist.
Soberanes studeerde recht aan de Nationale Autonome Universiteit van Mexico (UNAM) en de Universiteit van Valladolid. Soberanes heeft tientallen juridische publicaties op zijn naam staan en was van 1990 tot 1998 hoofd van het Instituut voor juridische studies. Van 1999 tot 2009 was hij voorzitter van de Nationale Mensenrechtencommissie (CNDH).